# (3267) Glo
(3267) Glo – planetoida z grupy przecinających orbitę Marsa okrążająca Słońce w ciągu 3 lat i 204 dni w średniej odległości 2,33 j.a. Została odkryta 3 stycznia 1981 roku w Lowell Observatory (Anderson Mesa Station) przez Edwarda Bowella. Nazwa planetoidy pochodzi od Glo przezwiska Eleanor Helin. Przed nadaniem nazwy planetoida nosiła oznaczenie tymczasowe (3267) 1981 AA.